# 노철래
노철래(盧喆來, 1950년 1월 2일~)는 대한민국의 정치인으로, 제18·19대 국회의원이다. 친박연대 후보로 2008년 총선에 비례대표 8번으로 공천을 받아 당선됐다. 미래희망연대와 한나라당이 합당한 새누리당에서 활동하였으며, 2012년 총선에서는 경기도 광주에서 공천을 받았으며, 당선되었다. 2016년 총선에서는 경기도 광주시 을 지역구에 출마해 낙선하였다. 충청남도 서천 출생이다.

## 학력
- 군산고등학교 졸업
- 중앙대학교 법학 학사

## 논란
공천을 대가로 억대 금품을 수수한 혐의(정치자금법 위반)로 재판에 넘겨져 논란이 되고 있다. 2014년 광주시장 선거 당시 새누리당 후보 경선에 나섰던 양씨에게서 시장후보 공천을 대가로 2012년 3월∼2013년 9월 여섯 차례에 걸쳐 1억2500만원을 받은 혐의로 기소되었으며 이에 대하여 금품을 받은 사실은 일부 인정했으나 금품 성격에 대해서는 공천 대가가 아닌 빌린 돈이라고 주장했다.  그러나 1심에서 징역 1년6월에 추징금 1억2500만원을 선고되었다. 재판부는 피고인은 허위 영수증을 받아 수사를 방해하고 법정에서도 거짓 진술을 하는 등 반성하지 않고 있다"며 "민주주의 질서를 저해하고 정당 운영의 공정성과 투명성을 훼손한 피고인을 엄히 처벌할 필요가 있다"고 선고 이유를 밝혔다. 이에 항소심해서 노철래 의원은 혐의를 모두 인정하고 반성한다며 실형만은 면하게 해달라고 선처를 구하였다. 그러나 항소심에서도 원심과 같은 징역 1년 6월을 선고받았다. 법원은 "죄를 자백했으나 양형이 부당하지 않다"고 밝혔다.

## 역대 선거 결과
|  | 13.2% |

|  | 47.3% |

|  | 43.81% |

## 같이 보기
- 대한민국 제18대 국회의원 선거 친박연대 후보 목록#비례대표
- 광주시 (경기 선거구)
- 경기 광주시의 국회의원